# Wakacje z trabantem
Wakacje z trabantem – niemiecka komedia z 1991 w reżyserii Petera Timma.

## Fabuła
Udo Struutz, nauczyciel niemieckiego z Bitterfeld w NRD, jest miłośnikiem Goethego i chciałby zwiedzić wszystkie miejsca opisane w powieści Podróż włoska. Latem 1990 roku z wraz z żoną Ritą i córką Jacqueline wybiera się swoim trabantem w pełną przygód podróż do Włoch.

## Obsada
- Wolfgang Stumph – Udo Struutz
- Claudia Schmutzler – Jacqueline Struutz
- Marie Gruber – Rita Struutz
- Dieter Hildebrandt – mechanik
- Ottfried Fischer – Bernd Amberger
- Diether Krebs – kierowca tira
- Konstantin Wecker – Playboy
- Billie Zöckler – Gerda Amberger
- Barbara Valentin – pani Gamshuber
- André Eisermann – Alfons Amberger
- Monika Baumgartner – ekspedientka

## Soundtrack
1. „Westward Ho” – John Parr (4:38)
2. „Gates Of Eden” – Eena, i.e. Ina Lucia Hildebrand (4:38)
3. „Questa Notte” – Francesco Napoli (3:28)
4. „Trabi Goes To Napoli” (Instrumental) – Westlake Orchestra (4:20)
5. „Due Ragazze In Me” – Gianna Nannini (3:44)
6. „White Doves Have Crossed The Borders” – John Parr (3:47)
7. „Lady Of My Heart” – Taco (3:58)
8. „Keep On Running” – The Real Voices Of Milli Vanilli (4:08)
9. „Jacqueline’s Song” – Claudia Schmutzler (3:02)
10. „Solo Con Te” – Eros Ramazzotti (5:01)
11. „Lover Boy” – Gabriela Di Rosa (3:35)
12. „Lady Of My Heart” (Hollywood String Version Instrumental) – Westlake Orchestra (3:58)